# Tetracanthagyna plagiata
Tetracanthagyna plagiata е вид водно конче от семейство Aeshnidae. Видът не е застрашен от изчезване.

## Разпространение
Разпространен е в Бруней, Индонезия (Калимантан и Суматра), Малайзия (Западна Малайзия, Сабах и Саравак), Сингапур и Тайланд.

## Описание
Популацията на вида е стабилна.